# La Chapelle-du-Châtelard
La Chapelle-du-Châtelard è un comune francese di 330 abitanti situato nel dipartimento dell'Ain della regione dell'Alvernia-Rodano-Alpi.

## Società

### Evoluzione demografica
Abitanti censiti